# Rocco Tjon
Rocco Gian-Carlo Tjon is een Arubaans politicus. Sedert 2021 is hij minister van Justitie en Sociale Zaken in het kabinet-Wever-Croes II namens de MEP. Daarvoor was hij van 2017 tot en met 2021 lid van de Staten van Aruba.

## Leven
Tjon groeide op in de wijk Savaneta. In 2000 behaalde hij het vwo-diploma aan het Colegio Arubano en studeerde in 2004 af aan de Nederlandse Politie Academie in de leergang Tactisch Management. In 2017 voltooide hij een MBA-programma aan de Universiteit van Aruba. Bij terugkeer naar Aruba in 2004 ging hij werken bij het Korps Politie Aruba. Hij klom op in de rangen van de organisatie en was laatstelijk hoofd staf van de Korpschef. In  2016 werd hij benoemd tot directeur van het Korrektie Instituut Aruba, een functie die hij een jaar later neerlegde.
In juli 2017 bevestigt Tjon zijn kandidatuur op positie nr. 8 op de MEP-lijst. Hij behaalde als nieuwkomer 1213 stemmen bij de verkiezingen van 22 september 2017. Op 27 oktober 2017 werd hij lid van de Staten van Aruba en tevens fractievoorzitter namens de MEP-fractie. Binnen de fractie had Tjon het dossier justitie, met name veiligheid en integriteit. In 2019 diende hij tezamen met statenlid Henk Tevreden een initiatiefwet in ter regeling van de identificatieplicht. Daarvoor had hij met Edgard Vrolijk, een initiatiefwet ingediend voor de screening van aspirant-ministers, de zgn. "Landsverordening integriteit ministers". Bij een tweede behandeling door de Staten eind oktober 2021 werd de wet aangenomen met negentien stemmen voor en een tegen. Tjon was initiatiefnemer van het amendement van de Landsverordening Aruba tijdelijk financieel toezicht (LAft), inhoudende een wijziging van de rol en positie van de Rijksministerraad vanwege aantasting van het budgetrecht van het Arubaans parlement. Het amendement, aangenomen op 6 juni 2019 door de Staten van Aruba, bleef onbekrachtigd doordat de Arubaanse ministerraad ervoor koos dit niet aan te bieden aan de Gouverneur. Tjon was voorzitter van drie vaste statencommissies: Justitiële Zaken, Koninkrijkszaken en Relaties met de Verenigde Staten. Bij de verkiezingen van 2021 behaalde hij 908 persoonlijke stemmen en werd herkozen als statenlid. Na zijn benoeming tot minister trad hij af als statenlid. Op 20 september 2021 werd hij beëdigd als minister van Justitie en Sociale Zaken. Na het plotselinge pensioen van Glenbert Croes op 8 oktober 2024 kreeg hij tevens de leiding en verantwoordelijkheid voor het Ministerie van Arbeid, Energie en Integratie.
Tjon is gehuwd met Vanessa Kock, voormalig korpschef van het Korps Politie Aruba (2020-2021) die tijdelijk aftrad na de benoeming van haar man tot minister van Justitie.